# Lampyridae

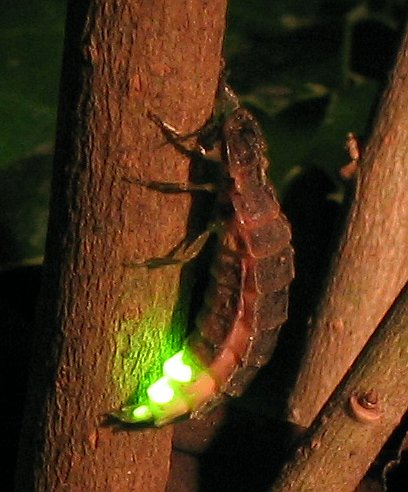
Lampyris noctiluca

Lampyridae (licurici) sunt o familie de insecte, care cuprind ca. 2.000 de specii. Nu toate speciile de licurici pot să transmită semnale luminoase. 

## Caracteristici
În mod normal unele specii de licurici comunică între ele prin semnale luminoase, produse de anumite organe specializate ale insectei. În afară de familia Lampyridae, mai există familia Phengodidae, care pot de asemenea să transmită semnale luminoase. În general insectele emit aceste semnale, pentru a se putea găsi mai ușor, în vederea împerecherii. Diferă de la o specie la alta, care sex deține 
organele producătoare de lumină.

## Mecanismul de producere al luminii
Lumina produsă este o bio luminiscență, care este realizată cu ajutorul unei enzime numite luciferază, care, cu adenozintrifosfatul, în prezența oxigenului, prin oxidare, eliberează energie sub formă de lumină într-un procent de 95%, cu un procent foarte redus de căldură. Până în prezent nu s-a reușit cu tehnica actuală să se producă lumină cu un randament atât de ridicat. Lumina produsă de un licurici, raportată la dimensiune, este de 1.000 de ori mai puternică decât lumina produsă de o lumânare.

## Arealul de răspândire
Licuricii se pot întâlni pe toate continentele, cu excepția continentului Antarctida. Lumina cu intensitatea cea mai mare este produsă de specia Photinus pyralis, care trăiește în America Centrală și America de Sud.
În Europa Centrală trăiesc trei specii:
- Lamprohiza splendidula
- Lampyris noctiluca
- Phosphaenus hemipterus